# Павлово (Бабушкинский район)
Павлово — упразднённая деревня в Бабушкинском районе Вологодской области.
Входила в состав Березниковского сельского поселения, с точки зрения административно-территориального деления — в Березниковский сельсовет.
Расстояние до районного центра села имени Бабушкина по автодороге составляет 87 км, до центра муниципального образования Воскресенского по прямой — 8 км. Ближайшие населённые пункты — Погорелово, Починок, Скородумово.
По данным переписи в 2002 году постоянного населения не было. Деревня упразднена 4 сентября 2023 года.
В Павлове расположен памятник архитектуры амбар.